# Pseudomystus robustus
Pseudomystus robustus és una espècie de peix de la família dels bàgrids i de l'ordre dels siluriformes.

## Morfologia
Els mascles poden assolir els 25 cm de longitud total.

## Distribució geogràfica
Es troba al nord de Borneo.